# Klentnice
Klentnice (jméno je v jednotném čísle, německy Klentnitz) je obec v okrese Břeclav v Jihomoravském kraji. Leží asi čtyři kilometry severně od Mikulova. Jedná se o rekreační a vinařskou obec v Mikulovské vinařské podoblasti (viniční tratě Bavorsko, Stará hora, Pod Klentnicí, Pod lomem, Nad sv. Leonardem). Žije zde 484 obyvatel.

## Název
Písemné doklady až do 19. století jsou německé, německé jméno nicméně zřejmě vzešlo z původního českého Klementice odvozeného od osobního jména Klement. Výchozí tvar Klementici pak byl pojmenováním obyvatel vsi a znamenal "Klementovi lidé". Podoba Klentnice, která se do písemných záznamů dostala až v 19. století, vznikla z německé a zprvu byla v množném čísle. Od roku 1958 je jméno Klentnice v čísle jednotném.

## Historie
První písemná zmínka o obci pochází z roku 1332 (Glemptitz). V roce 1575 ji získala spolu s Mikulovem knížata z Dietrichštejna, která z tohoto území odešla až v roce 1945 po skončení druhé světové války.

## Přírodní poměry
Správní území obce se nachází v chráněné krajinné oblasti Pálava. Dominantou krajiny je Tabulová hora jihozápadně od vesnice, chráněná jako národní přírodní památka Tabulová. Do severozápadního výběžku katastrálního území zasahuje část národní přírodní rezervace Děvín a jižně od vesnice se nachází přírodní památka Kočičí kámen. Ve vesnici roste památný strom Klentnická lípa svatého Jana Nepomuckého.

## Obyvatelstvo
| Sčítání lidu | Obyvatelé celkově | Národní příslušnost | Národní příslušnost | Národní příslušnost |
| Rok          | Obyvatelé celkově | Němci               | Češi                | jiné                |
| 1793         | 405               | -                   | -                   | -                   |
| 1836         | 437               | -                   | -                   | -                   |
| 1869         | 434               | -                   | -                   | -                   |
| 1880         | 494               | 494                 | 0                   | 0                   |
| 1890         | 446               | 436                 | 8                   | 2                   |
| 1900         | 525               | 523                 | 2                   | 0                   |
| 1910         | 609               | 607                 | 2                   | 0                   |
| 1921         | 630               | 615                 | 2                   | 13                  |
| 1930         | 556               | 552                 | 0                   | 4                   |

| Rok            | 1869 | 1880 | 1890 | 1900 | 1910 | 1921 | 1930 | 1950 | 1961 | 1970 | 1980 | 1991 | 2001 | 2011 | 2021 |
| -------------- | ---- | ---- | ---- | ---- | ---- | ---- | ---- | ---- | ---- | ---- | ---- | ---- | ---- | ---- | ---- |
| Počet obyvatel | 434  | 494  | 446  | 525  | 609  | 630  | 556  | 373  | 438  | 444  | 484  | 512  | 558  | 518  | 484  |
| Počet domů     | 96   | 96   | 98   | 104  | 127  | 134  | 148  | 101  | 81   | 87   | 99   | 120  | 150  | 167  | 180  |

## Obecní správa
V letech 1869–1980 Klentnice byla obcí v okrese Mikulov (1869–1950) a později v okrese Břeclav. Od 1. července 1980 do 23. listopadu 1990 patřila jako část města k Mikulovu a od 24. listopadu 1990 je opět samostatnou obcí.

### Obecní symboly
Znak a vlajka byly obci uděleny rozhodnutím předsedy Poslanecké sněmovny Parlamentu České republiky dne 22. ledna 2001.

## Pamětihodnosti
- Kostel svatého Jiří – barokně klasicistní stavba od Jana Karla Hromádka z let 1783–1785 s vnitřní výzdobou sochaře Ondřeje Schweigla a malíře Josefa Winterhaldera.
- zřícenina hradu Sirotčí hrádek na vápencovém bradle nad obcí
- bývalá fara vedle kostela, nyní kavárna
- sochy svatého Leonarda, Floriána, Jana Nepomuckého

## Galerie

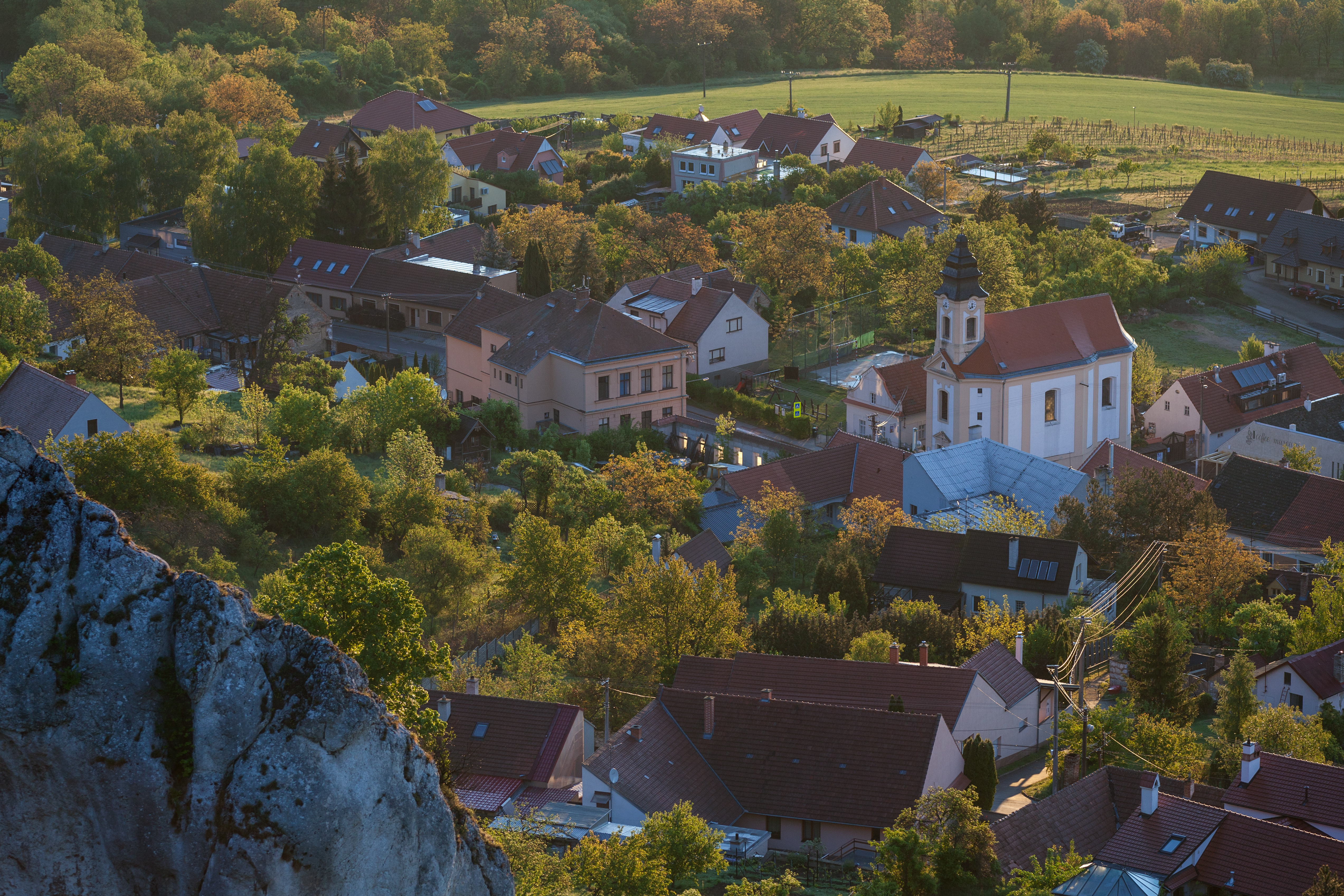
centrum, pohled ze Stolové hory
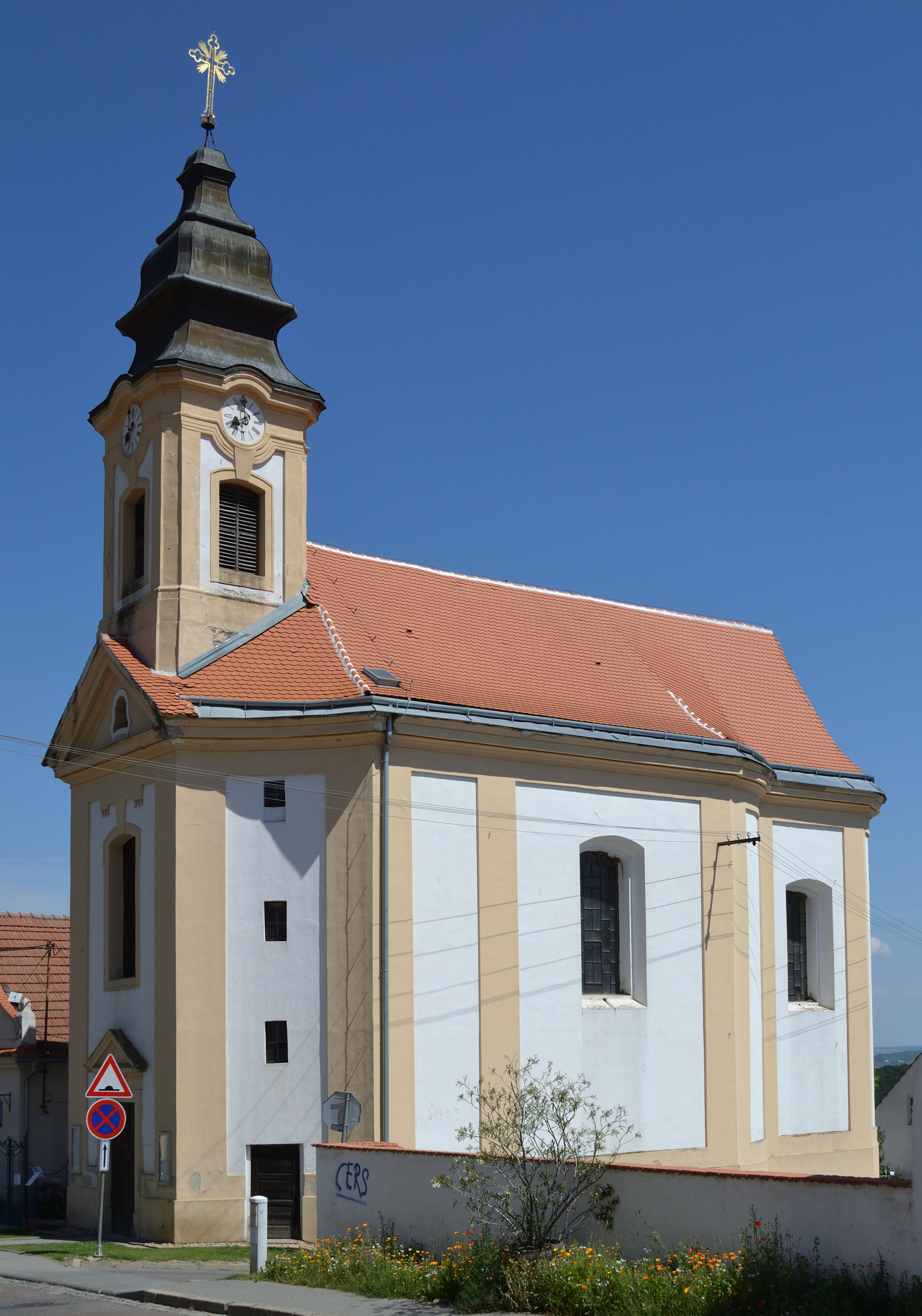
kostel svatého Jiří
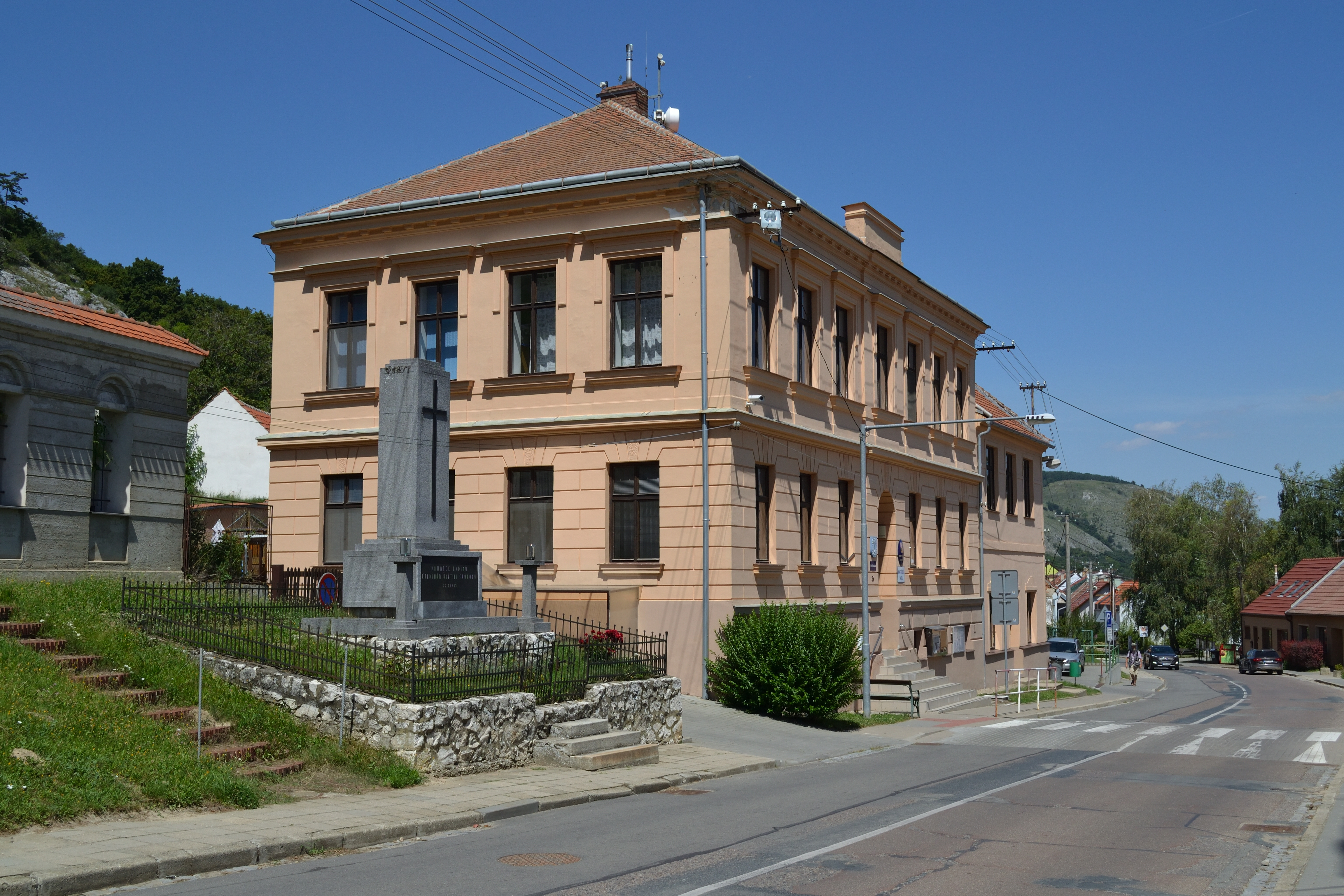
obecní úřad
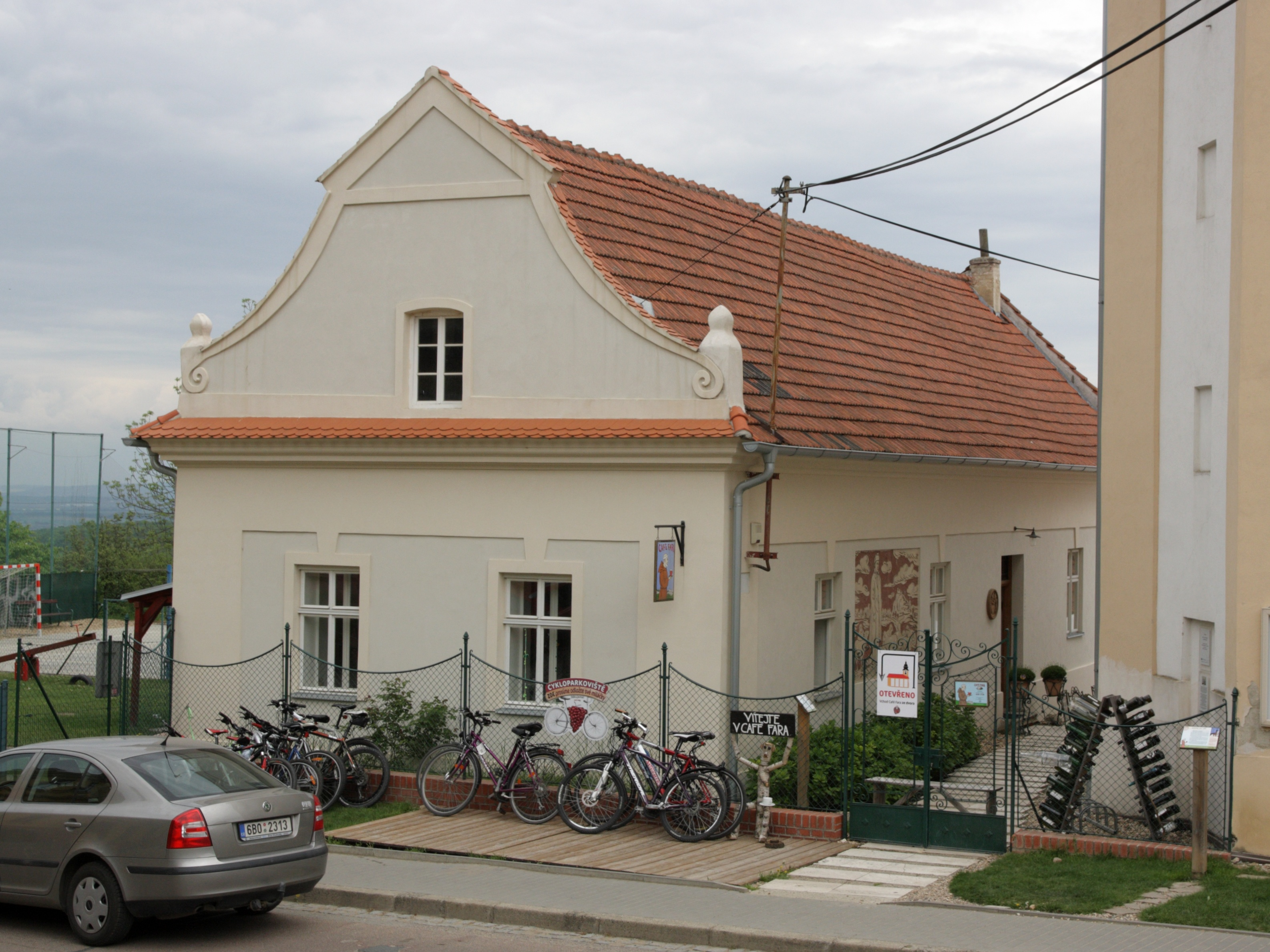
bývalá fara
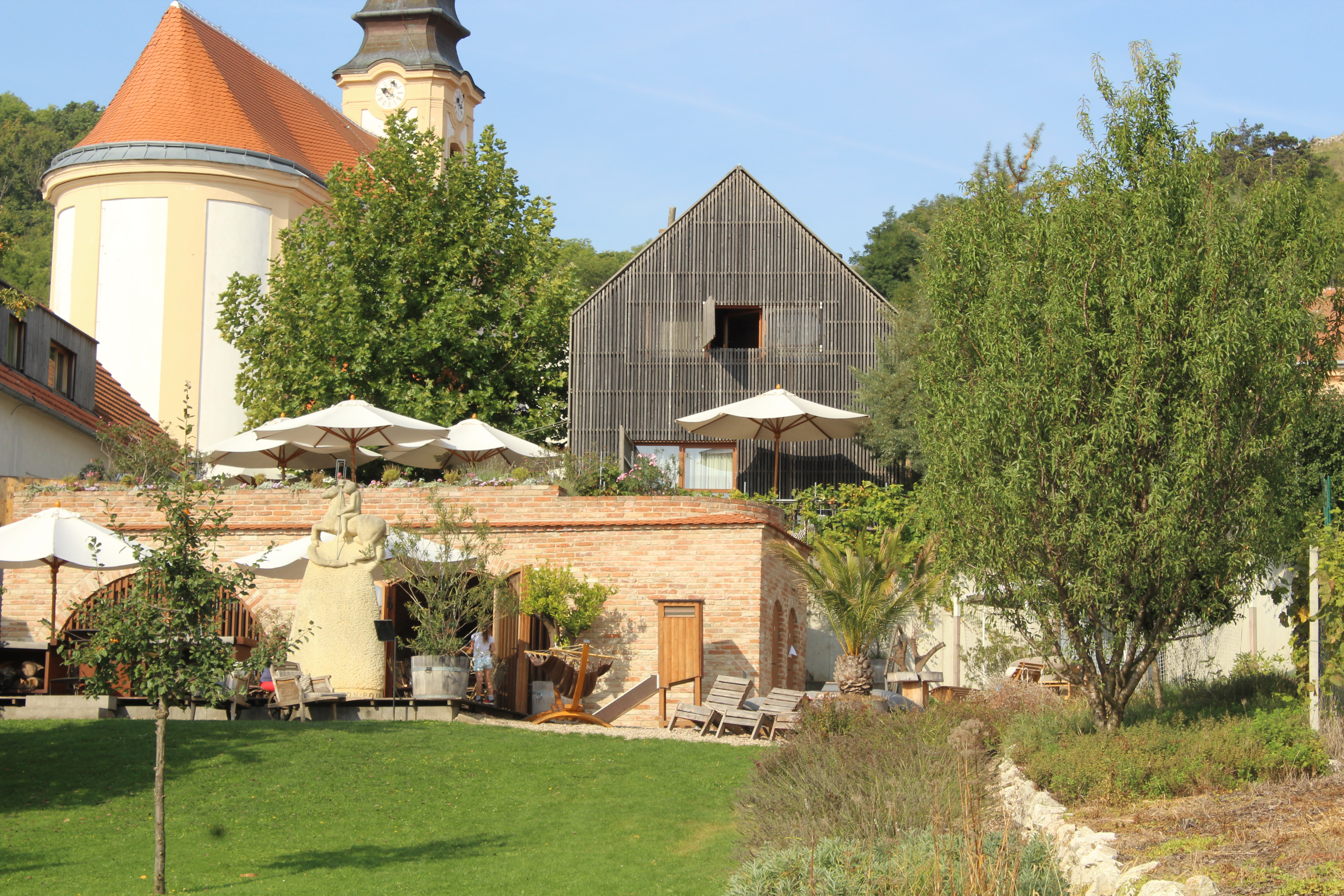
Café Fara
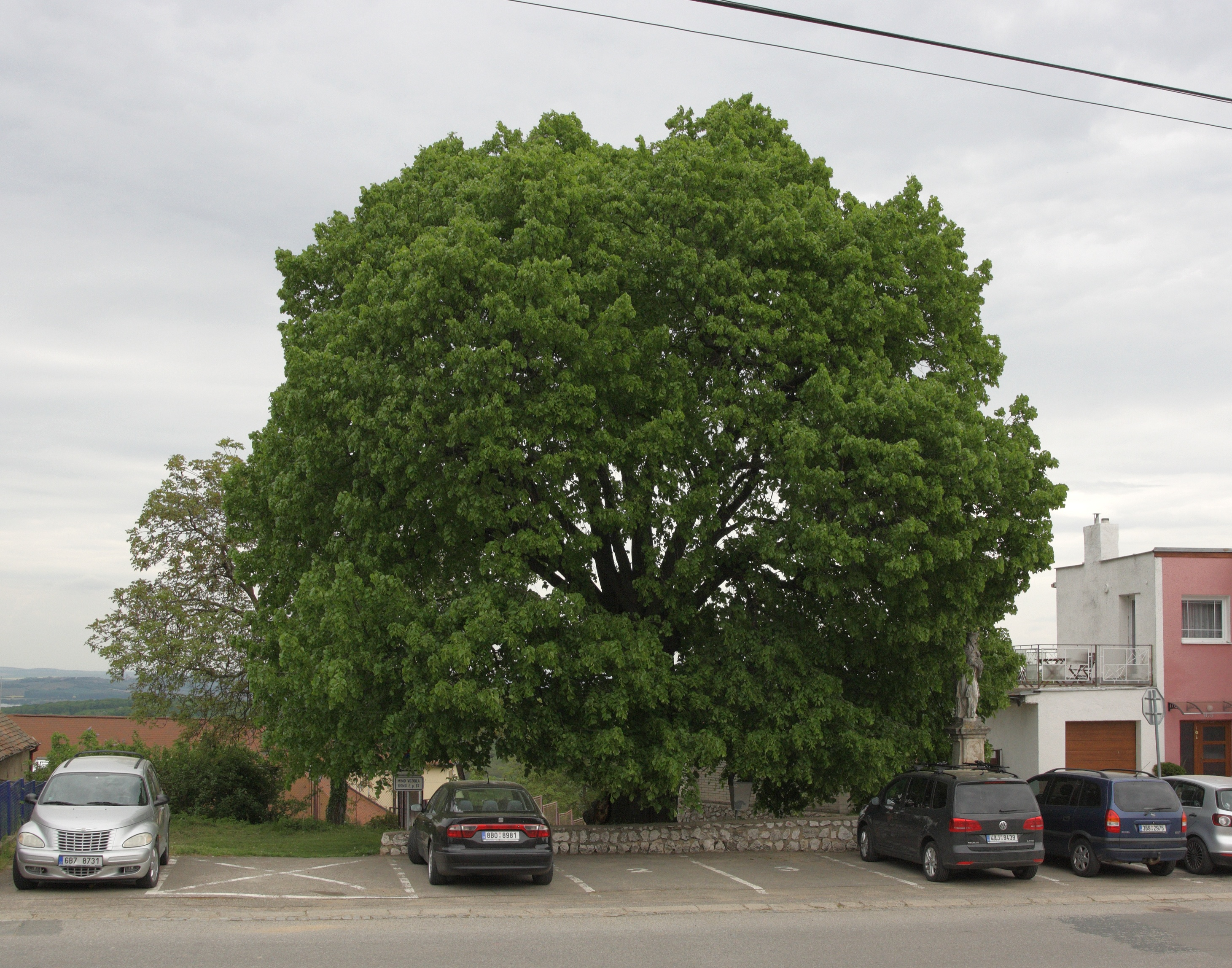
Klentnická lípa, památný strom
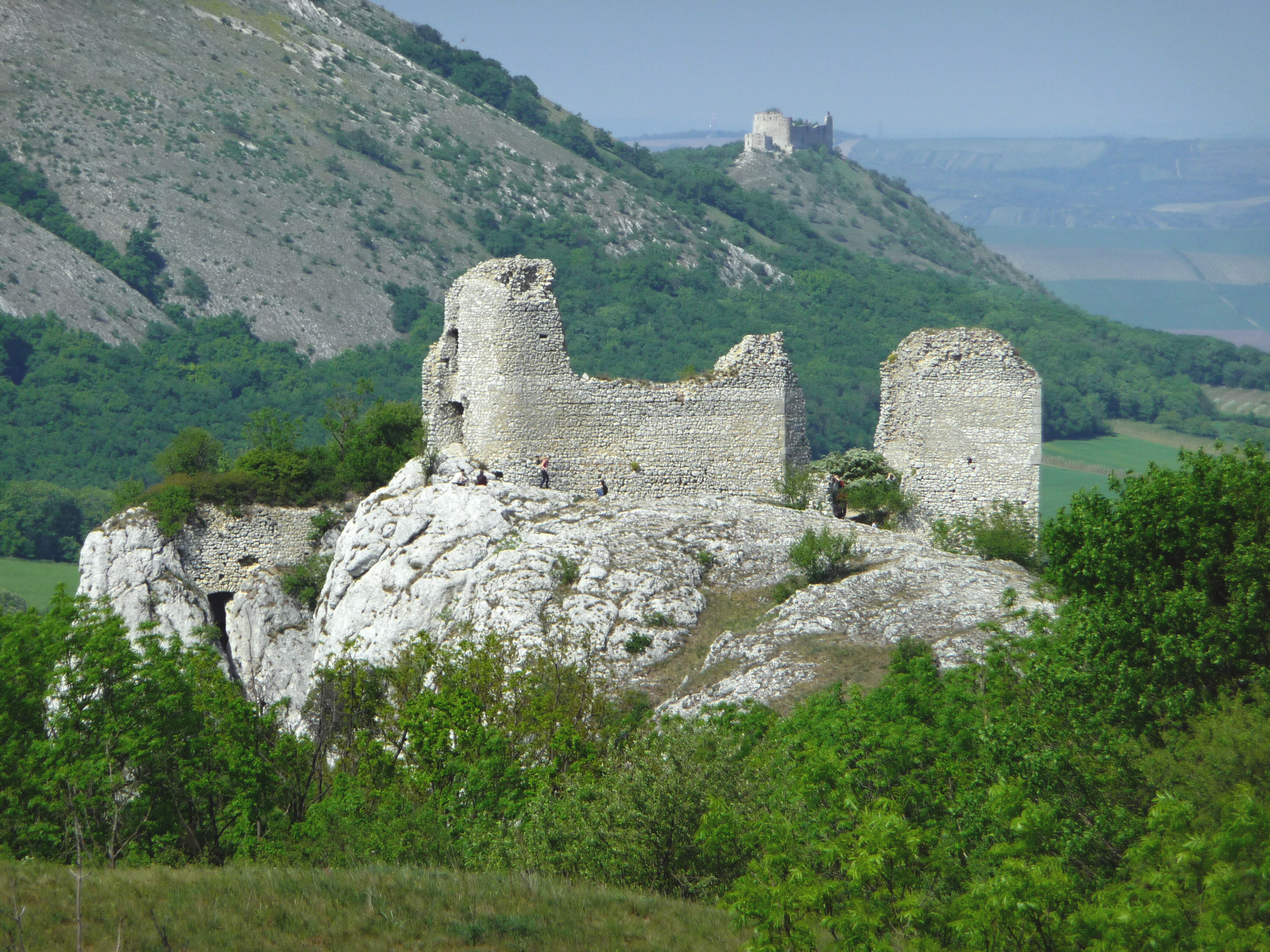
zřícenina Sirotčí hrádek
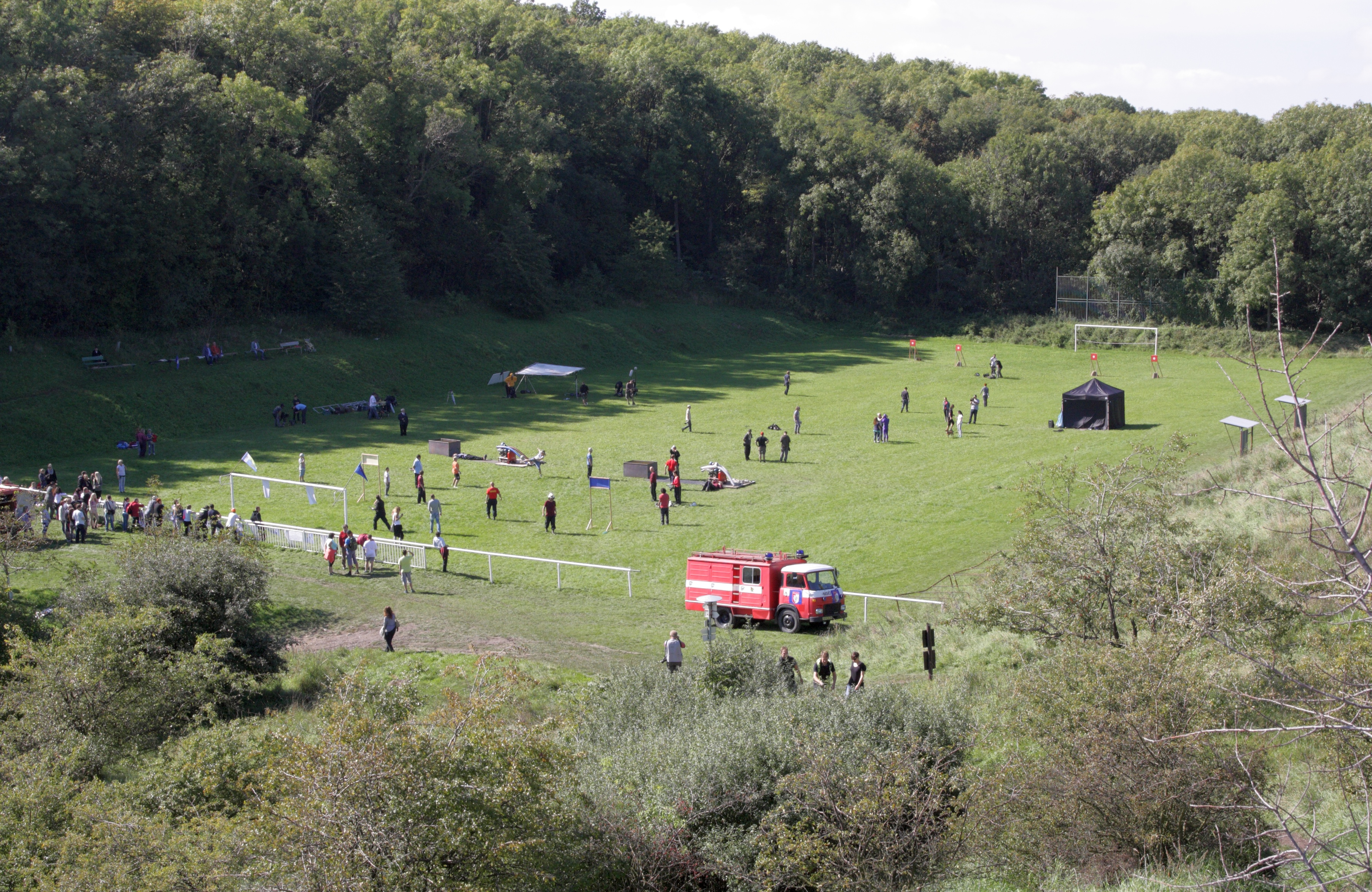
hřiště, hasičské závody 2014